# Mean Machines
Pour les articles homonymes, voir Mean.
Mean Machines était un magazine multi-format de jeux vidéo édité entre 1990 et 1992 au Royaume-Uni.

## Historique
À la fin des années 1980, Computer and Video Games (CVG) couvrait en grande partie la génération précédente d'ordinateurs 8 bits comme le Commodore 64, le ZX Spectrum, l'Amstrad CPC et les nouveaux ordinateurs 16 bits émergents (l'Atari ST et le Commodore Amiga). Julian Rignall crée et lance une section consacrée aux consoles, appelée Mean Machines. La section inaugurale parait en octobre 1987, et couvre en grande partie des jeux sur les systèmes de jeu 8 bits comme la NES et la Master System de Sega. Elle proposait des informations sur les nouveaux systèmes japonais de jeux vidéo tels que la  PC-Engine de NEC. Au cours des mois, CVG augmente sa couverture des consoles et crée le 'Mean Machines Megaclub'. Dans le même temps, un nouveau marché des jeux en import commence à émerger, alimenté par la demande des joueurs pour ces nouvelles consoles. Les petits détaillants britanniques commencent à importer des consoles et des jeux directement du Japon, les modifiant pour le marché britannique, puis les vendent.
Rignall et le designeur nouvellement embauché Gary Harrod passent deux semaines à planifier la conception, la tonalité éditoriale et le style, et publient Mean Machines numéro 0 — Une version test du magazine, de 16 pages, qui a été utilisé pour obtenir des informations en retour des annonceurs potentiels et des lecteurs. Seulement dix de ces magazines sont publiés, bien qu'une mini-version ait été réimprimée et donnée librement avec le numéro 15 du magazine. Le premier numéro couvrait les consoles Mega Drive, Master System, NES, Game Boy et l'Amstrad GX4000. En quelques mois, l'Amstrad est retirée du marché en raison de la faiblesse, remplacée par la  Super Nintendo, faisant de Mean Machines un magazine principalement centré sur Sega et Nintendo. La couverture a également été donnée à d'autres systèmes tels que la Neo-Geo et le PC. Suivant la politique du magazine parent CVG, Mean Machines couvrait les sorties nationales et les imports, ce qui signifie que le magazine pouvait écrire des articles sur des jeux des mois avant leurs sorties au Royaume-Uni.

## Mean Machines SegaetNintendo Magazine System
Alors que l'industrie des jeux vidéo au Royaume-Uni grandit et mûri, Sega et Nintendo apparaissent comme les deux fabricants dominants le marché. EMAP, propriétaire de Mean Machines, divise le magazine en deux, en créant le magazine Mean Machines Sega  (ISSN 0967-9014) et Nintendo Magazine System  (ISSN 0965-4240), officiellement approuvé par Nintendo.
Après un lancement réussi, les ventes mensuelles de Mean Machines Sega chutent jusqu'à un niveau juste en dessous de celui l'original Mean Machines à son apogée. Alors que la distribution a déjà commencé à diminuer, à la fin de 1993, EMAP lance le nouveau Sega magazine, officiellement approuvé par Sega, et qui rivalise avec les propres publications de Sega. Le magazine est publié jusqu'à l'introduction des consoles 32 bits, quand il est finalement fusionné dans le magazine officiel Sega Saturn Magazine.
Nintendo Magazine System est par la suite renommé Nintendo Official Magazine  (ISSN 1466-1748), puis continue sous licence officielle Nintendo jusqu'au rachat par Future Publishing. Le dernier magazine de Mean Machines fut Mean Machines PlayStation  (ISSN 1364-3746), qui a rapidement été arrêté après le lancement de l'Official PlayStation Magazine de officiel du PlayStation Magazine et a connu seulement six numéros.